# 阿克塞尔·埃克布洛姆
阿克塞尔·埃克布洛姆（瑞典語：Axel Ekblom，1893年3月22日—1957年7月26日），瑞典男子射击运动员。他曾代表瑞典参加1924年夏季奥林匹克运动会射击比赛，获得男子团体移动靶双次射击铜牌。